# Edwin Hüller
Edwin Hüller (* 4. November 1919 in Hochgarth, Tschechoslowakei; † 6. Januar 2009 in Frankfurt am Main) war ein deutscher Restaurator und Bildhauer.

## Leben
Hüller absolvierte in den Jahren 1933 bis 1939 eine Ausbildung als Bildhauer und wurde Schüler der Kunstschule in Teplitz-Schönau. Nach dem Zweiten Weltkrieg kam er 1946 nach Frankfurt-Schwanheim und begann zunächst als Schüler des ortsansässigen Bildhauers Johann Belz (1873–1957) mit Renovierungsarbeiten an beschädigten Kunstwerken. Hüller erhielt seitens der Stadt Frankfurt Aufträge, dazu zählt der 1954 geschaffene sogenannte Seehundbrunnen, der im Hof der Liebfrauenschule in der Schäfergasse zu sehen ist.

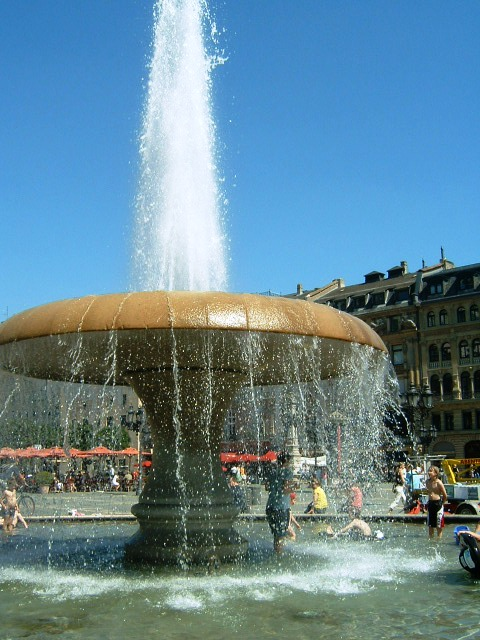
Lucae-Brunnen, geschaffen von Hüller

Hüllers größter Auftrag war die Schaffung des Brunnens am Opernplatz Frankfurt nach Entwürfen des Architekten Lucae. Dieser Brunnen wurde 1983 feierlich eingeweiht und prägt seither diesen innerstädtischen Platz. Auch der aus rotem Sandstein gefertigte Reichsdorf-Bornheim-Brunnen (1983) ist von Hüller nach seinen Entwürfen gestaltet. Er erinnert mit Inschriften an Bornheims Eigenständigkeit. Hüller entwarf und fertigte auch die Büste für den Friedrich-Stoltze-Preis und renovierte neben dem Brickegickel auch andere Kirchenobjekte.
Hüller arbeitete sowohl mit Kunststoff und Keramik, als auch mit den traditionellen Materialien Stein, Metall (Bronze) und Holz. Er war Mitglied in der Frankfurter Künstlergesellschaft e. V. 1857 und ihr Vorsitzender von 1983 bis 1998.

### Werke im öffentlichen Raum
- „Die Sitzende“ (1951) im Bethmannpark[4]
- Seehund-Brunnen (1954) Liebfrauenschule
- Bierbrauer-Kreuz (1980) Schwanheim
- „Reichsdorf-Bornheim-Brunnen “ (1983) Berger Straße[5]
- Lucae-Brunnen (1983) Opernplatz[6]